# Gaston Ragueneau
Gaston Ragueneau (Adolphe Gaston Ragueneau, 10 de octubre de 1881 - 14 de julio de 1978) fue un atleta francés. Él compitió en los Juegos Olímpicos de París 1900 y en los Juegos Olímpicos de Londres 1908.
En 1900, Ragueneau ganó una medalla de plata con el equipo francés en la carrera por equipos de 5000 metros. Terminó cuarto de los diez hombres en la carrera, detrás de dos corredores británicos y su compañero Henri Deloge, en el camino a una pérdida 26-29 al equipo británico.
En los Juegos Olímpicos de 1908, Ragueneau compitió en los 1500 metros, pero no terminó su serie semifinal inicial y no avanzó a la final.